# Europavej E30
E30 er en europavej der begynder i Cork i Irland og ender i Omsk i Rusland. Undervejs går den blandt andet gennem: Waterford, Wexford og Rosslare i Irland ...(færge)... Fishguard, Swansea, Cardiff og Newport i Wales; Bristol, London, Colchester, Ipswich og Felixstowe i England ...(ingen direkte forbindelse)... Hoek van Holland, Haag, Gouda, Utrecht, Amersfoort og Oldenzaal i Holland; Osnabrück, Bad Oeynhausen, Hannover, Braunschweig, Magdeburg og Berlin i Tyskland; Świebodzin, Poznań, Łowicz og Warszawa i Polen; Brest og Minsk i Hviderusland; Smolensk, Moskva, Rjasan, Penza, Samara, Ufa, Tjeljabinsk, Kurgan og Ishim i Rusland.